# Hospital de la Santa Creu
L'Hospital de la Santa Creu è un edificio gotico del XV secolo che si trova nella città di Barcellona.
L'edificio venne realizzato per riunire in un unico edificio i diversi ospedali della città e la prima pietra venne collocata nel 1401 alla presenza del re Martino I di Aragona e nel 1414 venne quasi totalmente completato. Nel XVI secolo crollò una delle quattro ali del complesso e venne costruito un altro patio porticato, che venne unito al preesistente, e dove è tuttora presente la monumentale scala che conduce alla sala di lettura della Biblioteca de Catalunya. Il complesso include inoltre una piccola chiesa gotica accanto al carrer Hospital e un'abitazione del XV secolo, che fungeva da archivio dell'ospedale. 
Nel 1703 Antoni Viladomat i Manalt, uno dei più importanti pittori barocchi catalani, dipinse la cappella di Sant Pau.
Alla fine del XIX secolo, a causa della crescita della popolazione cittadina, l'ospedale venne trasferito in una nuova sede: l'Hospital de la Santa Creu i Sant Pau, che venne costruito tra il 1902 e il 1930.
Nel 1926, il vecchio edificio venne acquisito dall'Ajuntament de Barcelona che si occupò del suo restauro. Oggi il complesso ospita la Biblioteca de Catalunya (dal 1939), l'Institut d'Estudis Catalans (dal 1931), la Escola Massana (dal 1935) e due biblioteche pubbliche della Deputazione di Barcellona. 
Nel 1931 l'ospedale venne dichiarato Monumento di Interesse Nazionale.